# Kimiko Date-Krumm
Kimiko Date-Krumm (Kyoto, 28. rujna 1970.) je japanska tenisačica. Osvojila je Japan Open četiri puta. Godine 1994., bila je rangirana u top deset igrača na svijetu. Godine 1992, WTA joj je dodijelio nagradu  "igrač s najvećim poboljšanjem u sezoni". Nakon igranja u svojim drugom Olimpijskim igrama, najavila je svoj odlazak u mirovinu 24. rujna 1996. Ipak, se vratila na teren gotovo 12 godina kasnije, najavljujući neočekivani povratak u travnju 2008. Od povratka, osvojila je nekoliko ITF naslova, a zatim je osvojila svoj osmi WTA naslov u Seulu, čime je postala druga najstarija igračica u Open eri, nakon Billie Jean King, koja je osvoja pojedinačni naslov na WTA Touru.

## Nastupi u završnicama WTA turnira
| Ishod   | No. | Godina | Turnir                | Podloga   | Protivnica              | Rezultat           |
| ------- | --- | ------ | --------------------- | --------- | ----------------------- | ------------------ |
| Poraz   | 1.  | 1991.  | Manhattan Beach, SAD  | Tvrda     | Monica Seles            | 3–6, 2–6           |
| Pobjeda | 1.  | 1992.  | Tokyo, Japan          | Tvrda     | Sabine Appelmans        | 7–5, 3–6, 6–3      |
| Poraz   | 2.  | 1993.  | Osaka, Japan          | Tepih (i) | Jana Novotná            | 3–6, 2–6           |
| Pobjeda | 2.  | 1993.  | Tokyo, Japan          | Tvrda     | Stephanie Rottier       | 6–1, 6–3           |
| Poraz   | 3.  | 1993.  | Tokyo, Japan          | Tvrda     | Amanda Coetzer          | 3–6, 2–6           |
| Pobjeda | 3.  | 1994.  | Sydney, Australija    | Tvrda     | Mary Joe Fernandez      | 6–4, 6–2           |
| Pobjeda | 4.  | 1994.  | Tokyo, Japan          | Tvrda     | Amy Frazier             | 7–5, 6–0           |
| Pobjeda | 5.  | 1995.  | Tokyo, Japan          | Tepih (i) | Lindsay Davenport       | 6–1, 6–2           |
| Poraz   | 4.  | 1995.  | Key Biscayne, SAD     | Tvrda     | Steffi Graf             | 1–6, 4–6           |
| Poraz   | 5.  | 1995.  | Tokyo, Japan          | Tvrda     | Amy Frazier             | 6–7(5–7), 5–7      |
| Poraz   | 6.  | 1995.  | Strasbourg, Francuska | Zemlja    | Lindsay Davenport       | 6–3, 1–6, 2–6      |
| Pobjeda | 6.  | 1996.  | Tokyo, Japan          | Tvrda     | Amy Frazier             | 6–4, 7–5           |
| Pobjeda | 7.  | 1996.  | San Diego, SAD        | Tvrda     | Arantxa Sánchez Vicario | 3–6, 6–3, 6–0      |
| Pobjeda | 8.  | 2009.  | Seoul, Južna Koreja   | Tvrda     | Anabel Medina Garrigues | 6–3, 6–3           |
| Poraz   | 7.  | 2010.  | Osaka, Japan          | Tvrda     | Tamarine Tanasugarn     | 5–7, 7–6(7–4), 1–6 |

## Vanjske poveznice
- WTA
- Fed Cup  Arhivirana inačica izvorne stranice od 2. ožujka 2012. (Wayback Machine)